# Stevan Hristić
Stevan Hristić (srb. Стеван Христић), srbski skladatelj in dirigent, * 19. junij 1885, Beograd, Srbija, † 21. avgust 1958, Beograd, Srbija.

## Življenje
Glasbo je študiral na konservatoriju v Leipzigu, pred prvo svetovno vojno med letoma 1910 in 1912 je živel Moskvi, Parizu in Rimu. Deloval je kot dirigent in direktor v beograjski Operi, poučeval je na glasbeni šoli, bil je eden izmed ustanoviteljev beograjske filharmonije, predaval je kompozicijo na glasbeni akademiji, kjer je bil od 1943 do 1944 tudi dekan.
Bil je tudi član Srbske akademije znanosti in umetnosti. 
Kot skladatelj je bil blizu glasbenemu izrazu rojaka Stevana Mokranjca. Pisal je različna dela, a je danes najbolj znan kot skladatelj prvega celovečernega srbskega baleta v štirih dejanjih Ohridska legenda, krstno izvedenega 29. novembra 1947 v Beogradu. Balet je bil tudi na sporedu ljubljanske Opere. 
Znani sta tudi njegova opera enodejanka Suton (1925) in prvi srbski oratorij Vstajenje (1912).